# Václav Šanda
Václav Šanda (* 18. února 1950 Chodová Planá, Československo) je český geodet, kartograf a předseda Českého svazu geodetů a kartografů.

## Život
Vystudoval Stavební fakultu ČVUT obor geodézie a kartografie. Od roku 1974 byl zaměstnancem a později i vedoucím Střediska speciální geodézie a metrologie ve Výzkumném ústavu geodetickém, topografickém a kartografickém (VÚGTK). V tomto ústavu byl současně i vedoucím Státního metrologického střediska pro délky. Od roku 1996 je technickým ředitelem ve firmě GEFOS. Vlastní oprávnění pro výkon funkce Úředně oprávněného zeměměřického inženýra a Hlavního důlního měřiče. Je předsedou Technické normalizační komise č. 24 při Úřadě pro technickou normalizaci, metrologii a státní zkušebnictví (ÚNMZ) – Geometrická přesnost ve výstavbě. Zároveň vlastní slovenské oprávnění Autorizovaný geodet a je členem Komory geodetov a kartografov Slovenska. Přednáší na Stavební fakultě ČVUT v Praze a VŠB-TU v Ostravě. Tamtéž je členem zkušebních komisí pro závěrečné bakalářské, magisterské i doktorské zkoušky. V odborné literatuře publikoval dosud téměř 500 odborných výzkumných zpráv a článků, včetně spoluautorství na Terminologickém slovníku zeměměřictví. Autorsky se podílí na tvorbě ČSN a ČSN ISO. Podílí se na tvorbě technologií a technických předpisů v geodézii, hlavně v oblasti geometrie pro různé stavební a montážní organizace. Při příležitosti 20. výročí vzniku Českého svazu vědeckotechnických společností (ČSVTS) obdržel nejvyšší svazové vyznamenání, Čestný odznak ČSVTS.

## Vybrané zahraniční projekty
- Výstavba jaderné elektrárny Kryvyj Rih, Transsibiřská magistrála – Novosibirsk[2][3] 1979–1988
- Vodní elektrárna Mangla v Pákistánu – podzemní přivaděč a turbosoustrojí[4] 1990–1993
- Dálniční most v německém Kielu
- Výstavba mostu Apollo v Bratislavě
- Spolupráce při výstavbě dalniční infrastruktury Slovenska
- Pro německého investora zastřešení Olympijského stadionu v Berlíně
- *Letecké měřické snímkování Moldávie 1998–2001 (Světová banka)
- Budování vytyčovací sítě uvnitř HVB AE jaderné elektrárny Mochovce, blok 3.

## Vybrané české projekty
- Výstavba Mariánského mostu v Ústí nad Labem (Hutní montáže Ostrava)
- Výstavba Parking C a prstu C na letišti letišti Václava Havla (Hochtief a.s.)
- Výstavba dálničního mostu přes Odru na D1 v Ostravě (HMO a ODS)
- Dálniční betonové mosty na dálničním obchvatu Plzně (Bőgl a Krýsl)
- Kompletní OK zastřešení O2 areny a bodové pole (SKANSKA, HMO, SIPRAL). (O2 Aréna)
- Projekt provozního měření vertikálních deformací v jaderné elektrárně Temelín (ČEZ)[5][6][7]
- Řízení letového provozu České republiky – Jeneč (Hochtief, a.s.)
- 3D dokumentace Karlova mostu metodou prostorového skenování

## Vybraná členství v profesních společenstvích
- Technická normalizační komise č. 24 při ČNI (Geometrická přesnost ve stavebnictví)[8],
- Technická normalizační komise č. 35 při ČNI (Ocelové konstrukce)[8],
- Terminologická komise ČÚZK[9],
- Předseda Rady Českého svazu geodetů a kartografů
- Pracovní skupina pro zavádění systému jakosti do oblasti zeměměřických prací při ČSGK
- Člen Státní zkušební komise na ČVUT-FSv-G[10]

## Publikace a školení
- Ve Výzkumném ústavu geodetickém, topografickém a kartografickém publikoval cca 420 odborných pojednání z toho cca 70 výzkumných zpráv, které byly oponovány a zavedeny do praxe[11].
- Zdeněk Matějka, Václav Šanda: Přesnost geometrických parametrů ve výstavbě, ČKAIT 2006, 79 str., Dostupné online ISBN=8086769615
- Spoluautor Terminologického slovníku Zeměměřictví[12] (různé verze – udržováno)
- Přednášky na VŠB-TU Ostrava (oblast IG, metrologie a legislativa ve výstavbě)[13][14].
- Lektor VÚGTK pro oblast technických a právních předpisů ve stavebnictví, metrologii a technické normalizaci
- Školení pro ČKAIT, ABF a stavební firmy v oblasti geometrické přesnosti